# Rodrigo Estacho
Rodrigo Tlustik Venek (Guarapuava, 16 de janeiro de 1989) é um youtuber, ator, humorista e político brasileiro filiado ao Partido Social Democrático (PSD). Descendente de poloneses e ucranianos, o humorista viralizou nas redes sociais após interpretar o personagem "Estacho".

## Política
Nas eleições estaduais de 2018, foi eleito, com 43.088 votos, para a Assembleia Legislativa do Paraná pelo Partido Verde (PV), e após assumir o mandato, foi escolhido como membro da Comissão de Turismo da ALEP. Também faz parte das Comissões de Cultura, Educação e Defesa dos Direitos da Juventude.
Em 2022 se candidatou a Deputado Federal, conquistando mais de 47 mil votos em 348 cidades das 399 do estado do Paraná, ficando como suplente na Chapa do PSD, assumindo o mandato em 15 de fevereiro de 2023.